# الكونغو الفرنسية
الكونغو الفرنسية هي مستعمرة فرنسية تأسست في عام1880 حتى عام 1910 حين دمجت مع باقي المستعمرت الفرنسية في أفريقيا تحت اسم أفريقيا الاستوائية الفرنسية.
شملت الكونغو الفرنسية أراضي جمهورية الكونغو وجمهورية الغابون وسط أفريقيا، وعاصمتها ليبرفيل.
وكانت الحكومة الفرنسية قد خططت لتطوير المستعمرة عن طريق إعطاء 30 شركة فرنسية امتيازات ضخمة في الأراضي وشملت الاستثمارات مجالات المطاط والأخشاب والعاج.